# چال تپه غربی
چال تپه غربی مربوط به هزاره اول قبل از میلاد است و در شهرستان همدان، بخش شراء، دهستان جیحون دشت، روستای جیحون آباد واقع شده و این اثر در تاریخ ۱۸ اسفند ۱۳۸۷ با شمارهٔ ثبت ۲۵۱۵۴ به‌عنوان یکی از آثار ملی ایران به ثبت رسیده است.